# Morgen wordt fantastisch
Morgen wordt fantastisch is een hitsingle van het Nederlandse cabaret- en zangduo Acda en De Munnik uit 2023.
Met "Morgen wordt fantastisch" was het voor het eerst sinds 2015 dat Thomas Acda en Paul de Munnik weer samen muziek maakten onder de naam Acda en De Munnik. Ook was het hun eerste single onder die naam sinds 2014. Het nummer verscheen uiteindelijk ook op het album AEDM.

## Achtergrond
Drie dagen voordat de single uitkwam zong er al iets rond, maar op 23 maart 2023 bevestigden Acda en De Munnik bij Qmusic-dj Domien Verschuuren hun comeback. Het idee om weer bij elkaar te komen ontstond tijdens de coronapandemie. "We zijn weer samen gekomen toen Paul mij belde en zei: 'Ik wil graag even met je praten', waarop ik antwoordde: 'Ik ga op vakantie, maar oké, je hebt een uur'. We spraken af bij het Paleis van Justitie en twee koffie, twee gevulde koeken en een half woord was genoeg", vertelde Acda. Voor het schrijven van nieuwe muziek verbleef het duo op Ameland, samen met schrijvers David Middelhoff en Arno Krabman. Toen ze op de laatste avond van dit verblijf aan het jammen waren, ontstond dit nummer.
"Morgen wordt fantastisch" kent een vrolijk geluid. De tekst gaat over dat als je vandaag pech hebt, morgen een fantastische dag kan worden. Het nummer kwam binnen op de 28e positie in de Nederlandse Tipparade. In de Nederlandse Top 40 bereikt het de tiende plek. Bij radiozender NPO Radio 2 werd het uitgeroepen tot TopSong. De single heeft in Nederland de gouden status.

## NPO Radio 2 Top 2000
| Nummer met noteringen in de NPO Radio 2 Top 2000 | '23  | '24 |
| ------------------------------------------------ | ---- | --- |
| Morgen wordt fantastisch                         | 1878 | 601 |

1. ↑  Een vetgedrukt getal geeft de hoogste notering aan.
2. ↑  2023 was het eerste jaar met een notering voor dit nummer.